# Canal+ Action (Magyarország)
A Canal+ Action (stilizálva: CANAL+ ACTION) az M7 csoport elsősorban akciófilmeket és sorozatokat sugárzó csatornája, amely 2025. első felében fog indulni.
A csatorna hangja egyelőre még ismeretlen, reklámidejét az RTL Saleshouse fog értékesíteni. A francia korhatár-karikákat használja a csatorna, amely Luxemburgra lett bejegyezve.

## Története
A csatornáról először 2024. november 4-én látott napvilágot, amikor az Direct One-t és más európai országonkénti szolgáltatókat működtető M7 Csoport cége, a Canal+ Luxembourg S.á.r.l. De a csatorna híreiről először azon a napon a DTV News oldalán megjelent egy cikk, amely az M7 Group riválisa, a DIGI csoport legeslegkorábbi (2009-es, 2010-es, 2012-es és 2015-ös) portfólió-bővítésére (de valamint a DIGI a saját csatornáinak 2022-es megszüntetésére is) reagálva egy új, tematikus tévécsatornát indít. A csatorna indulásáról hivatalos bejelentésére aznap, a hétfői Big Picture konferencián került sor. Ez pedig Európai akciócsatorna lett, amelyet az M7 Csoport (Canal+ Luxembourg S.á.r.l) már eddig csak a Hollandiában, Csehországban,  Szlovákiában és Ausztriában sugárzott.